# Chorthippus almoranus
Chorthippus almoranus is een rechtvleugelig insect uit de familie veldsprinkhanen (Acrididae). De wetenschappelijke naam van deze soort is voor het eerst geldig gepubliceerd in 1942 door Uvarov.